# Abraham Conyedo
Abraham Conyedo (født 7. oktober 1993) er en cubansk-født italiensk bryder, der konkurrerer i fristil.
Han repræsenterede Italien ved sommer-OL 2020 i Tokyo, hvor han tog bronze i 97 kg.